# Келлер, Франц
Франц Келлер (нем. Franz Keller; 19 мая 1913, Золотурн — 12 сентября 1991) — швейцарский психолог и писатель.